# 慕容儁
慕容 儁（ぼよう しゅん、拼音：Mùróng Jùn）は、五胡十六国時代前燕の第2代王にして初代皇帝。字は宣英。小字（幼名）は賀頼跋。昌黎郡棘城県（現在の遼寧省錦州市義県の北西）の人。即位当初は燕王を称し（在位：349年 - 352年）、後に大燕皇帝を称した（在位：352年 - 360年）。慕容皝の次男であり、弟に慕容恪・慕容垂・慕容納・慕容徳らがいる。母は段王妃（段部単于の宗女）

## 生涯

### 慕容皝の時代

#### 慕容皝の世子
大興2年（319年）、前燕の初代君主慕容皝の次男として生まれた。
咸康元年（335年）7月、慕容皝により世子（後継ぎ）に立てられた。
咸康2年（336年）9月、段部へ侵攻して諸城を攻撃し、大勝を収めてから帰還した。
咸康3年（337年）10月、慕容皝が燕王を自称すると、同年11月に慕容儁は王太子に立てられた。
咸康7年（341年）7月、東晋朝廷より使者が到来し、慕容皝が自称していた燕王の位を正式に認められた。慕容儁もまた、東晋朝廷より仮節・安北将軍・東夷校尉・左賢王に任じられ、多数の武器や軍需物資を下賜された。
建元元年（343年）8月、前軍師慕容評と共に代国（拓跋部）へ侵攻したが、代王拓跋什翼犍はその部民を従えて別の地へ避難したので、戦うことなく引き返した。
建元2年（344年）、東晋朝廷より再び使者が到来し、慕容儁は使持節・鎮軍将軍に任じられた。
永和2年（346年）1月、度遼将軍慕容恪・折衝将軍慕輿根・広威将軍慕容軍と共に騎兵1万7千を率い、鹿山（玄菟郡から千里余り北にある）を根拠地とする夫余の討伐に向かった。慕容儁は陣中で全体の指示を行い、慕容恪・慕輿根らが前線で鋒を振るった。この戦いで夫余を滅ぼし、夫余の玄王と部落5万人余りを捕らえてから帰還した。

#### 王位を継ぐ
永和4年（348年）8月、慕容皝は狩猟の最中に落馬して重傷を負い、その傷がもとで翌月にこの世を去った。死の間際、彼は慕容儁を呼び寄せて後事を託すと共に「今、中原は平定されておらず、世務（この世の務め。ここでは中華平定を指す）を図る為には、賢傑（才知が傑出している事）なる人物の助けを得なければならぬ。恪（慕容恪）は智勇共に申し分なく、その才覚は重任に堪え得るものだ。汝はこれに委ね、我が志を果たすのだ。また、陽士秋（陽騖）は士大夫の品行を有し、高潔・忠幹にして貞固があり、大事を託すに足る人物である。汝はこれを善く待遇するように」と遺言した。
11月、父を龍平陵へ埋葬した後、燕王の位（但し東晋から承認は得ておらず、あくまで自称である）を継ぎ、領内に大赦を下した。また、東晋へ使者を派遣して父の喪を報告した。さらに、弟の慕容友を左賢王に、左長史陽騖を郎中令に任じ、その他の文官・武官についても能力に応じて昇進させた。
永和5年（349年）1月、父の治世同様に東晋の元号は用いず、永和5年をもって「元年」と称した（慕容皝は永和元年（345年）より東晋の元号を用いるのを止め、自らの即位年を起点とした紀年法を用いていた）。但しこれは東晋との従属関係を否定している訳ではなく、周王朝に従属しながらも独自の紀年法を用いていた春秋時代の諸侯の故事に倣ったものである。当時は君主が死に代替わりすると、紀年法は改められるのが通例であった。以降の記述についても便宜上東晋の元号を併記する事とする。
4月、東晋穆帝は謁者陳沈を前燕へ派遣し、慕容儁を使持節・侍中・大都督河北諸軍事・幽冀并平四州牧・大将軍・大単于に任じ、燕王に封じ、承制封拝（皇帝に代わって百官の任用と爵位の授与をする権限）を与える旨を伝えさせた。これらは、慕容廆・慕容皝の故事に倣ったものであり、慕容儁が正式に後継者として認められたという事である。

### 中原へ進出

#### 第一次侵攻

##### 侵攻を決断
同年5月、後趙では皇帝石虎の死をきっかけに、皇族同士が後継の座を争って殺し合うようになり、中原は大混乱に陥った。
弟の平狄将軍慕容垂（元々の名は慕容覇であるが、本頁では慕容垂で統一する）・北平郡太守孫興はこの状況を中原進出の絶好機と考え、慕容儁へ上書して後趙征伐を訴えたが、慕容儁はまだ父の喪中であった事から認めなかった。すると慕容垂は任地である徒河（現在の遼寧省錦州市一帯）を離れて自ら国都の龍城を詣でると、直接慕容儁へ出兵を請うた。慕容儁はなおも決断できなかったので、五材将軍封奕を召喚してこの事を尋ねると、封奕もまた慕容垂の意見に全面的に同意し、さらに従事中郎黄泓・折衝将軍慕輿根もまた千載一遇の好機であるとして出征を強く訴えた。
慕容儁は群臣の意見が既に一つに纏まっており、自分だけが躊躇しているのを知って大いに笑い、遂に出征を決断した。そして、弟の慕容恪を輔国将軍に、叔父の慕容評を輔弼将軍に、左長史陽騖を輔義将軍にそれぞれ任じると、彼ら3人を「三輔」と称し、中原攻略の為の大遠征軍における中核に据えた。また、慕容垂を前鋒都督・建鋒将軍に任じ、出陣に際しては軍の先鋒を委ねんとした。また、精鋭20万人余りを選抜し、戒厳令を布いて進出の機会を窺った。
12月、前涼へ使者を派遣し、協力して後趙を討伐する事を前涼君主張重華へ持ち掛け、盟約を交わした（前燕も前涼も名目上は東晋の藩国である）。
同月、高句麗の故国原王は、かつて前燕で東夷護軍を務め、慕容皝の時代に高句麗へ亡命していた宋晃を前燕に送還した。慕容儁は宋晃を罪には問わず、名を宋活と改めさせた上で中尉に任じた。

##### 楽安制圧
永和6年（350年）2月、後趙の大将軍冉閔が皇帝石鑑や後趙の皇族を虐殺して政権を掌握すると、自ら鄴で帝位に即いて国号を「大魏」と定めた（冉魏の建国）。
この混乱を好機と見た慕容儁は遂に計画を実行に移し、三軍を率いて征伐を決行した。まず、慕容垂に2万の兵を与えて東道から徒河へ進ませ、将軍慕輿干に西道から蠮螉塞（現在の北京市昌平区の西北）へ進ませ、慕容儁自らは中道から諸将を率いて盧龍塞（現在の河北省唐山市遷西県の西北）へ進んだ。また、輔国将軍慕容恪・前鋒将軍鮮于亮を軍の前鋒とし、さらに軽車将軍慕輿泥に命じて山木を切り倒して道を切り開かせた。また、世子の慕容曄には龍城の留守を命じ、内史劉斌を大司農に任じて典書令皇甫真と共に補佐を委ね、まだ幼い慕容曄の代わりに政務・事務全般を管轄させた。
慕容垂軍が三陘（現在の河北省唐山市灤州市の西南）まで到達すると、楽安城（現在の北京市順義区の北西）を守備する後趙の征東将軍鄧恒は大いに恐れ、倉庫を焼き払って安楽から撤退し、後趙の幽州刺史王午と合流して幽州の州都である薊城（現在の北京市西城区）へ後退した。前燕の徒河魯口南部都尉孫泳は急ぎ楽安に入城し、消火を行って穀物や絹布を保護した。慕容垂もまた楽安に入城すると、北平郡一帯の兵糧を確保した上で再び出撃し、臨渠城（正確な場所は不明だが、泃河に隣した場所にあるという）で慕容儁の本隊と合流した。

##### 薊城へ到達
3月、慕容儁は無終へと軍を進めた。王午は将軍王佗に数千の兵を与えて薊城の守備を任せると、自らは鄧恒と共に逃亡して魯口（現在の河北省衡水市饒陽県）まで後退した。慕容儁は薊へ到達するやすぐさま城を攻め落とし、王佗を捕らえて処断した。この時、慕容儁は捕らえた敵兵千人余りを尽く生き埋めにしようとしたが、慕容垂はこれを諫めて「趙が暴虐であるから王師（王の軍勢）がこれを討伐しているのです。まさに今、泥にまみれ火に焼かれるような苦しみから民を救い出し、中州（中原）を慰撫しようとしている所なのです。それなのに、始めて薊城を陥としたばかりでもう士卒を生き埋めになさろうとする。これでは王師の威勢が振るわなくなりますぞ」と訴えたので取りやめた。これ以降、中原の民は次々と前燕の下に集うようになり、幽州の大半の地域が前燕に靡いた。慕容儁は薊城を中原攻略の拠点として定めた。

##### 范陽攻略
同月、慕容儁は次いで范陽まで進出すると、范陽郡太守李産が8県の令長（県令と県長）と共に降伏してきた。慕容儁はこれを許して引き続き彼を范陽郡太守に任じ、今まで通り統治を委ねた。この時、李産の子の李績は王午・鄧恒の配下として魯口にいたが、王午の許しを得て城を離れると、前燕に帰順した。
4月、慕容儁は弟の慕容宜を代郡（現在の河北省張家口市蔚県）の城郎に、孫泳を広寧郡太守にそれぞれ任じ、支配下となった幽州の郡県全てに守宰（太守や県令）を設置した。

##### 鹿勃早の襲来
同月、薊の守備を中部侯釐慕輿句に任せ、自ら軍を率いて鄧恒・王午の守る魯口へ侵攻した。清梁（現在の河北省保定市清苑区）まで進撃した時、鄧恒配下の将軍鹿勃早は数千の兵で夜襲を仕掛け、その半数が前燕の陣営へ侵入した。彼らはまず前鋒都督慕容垂の陣へ突入したが、慕容垂は奮戦して自ら10人余りの敵兵を殺して鹿勃早軍の進撃を食い止めたので、その隙に前燕軍は防備を整えることが出来た。慕容儁はこの夜襲に大いに動揺し、折衝将軍慕輿根が鼓舞するも不安を拭う事が出来ず、内史李洪に護衛されながら宿衛を出て高い丘の上へ避難した。慕輿根は側近の精鋭数百人を率いて大将旗の目前で鹿勃早軍と交戦し、さらに李洪もまた騎兵を整えてから加勢し、彼らは多数の敵兵を斬り殺すか捕虜とした。鹿勃早は遂に攻勢を諦めて逃亡を図ると、慕輿根らはこれを40里余りに渡って追撃を掛けた。これにより数千の兵はほぼ全滅し、鹿勃早は体一つで落ち延びた。こうして慕容儁は勝利を収めたものの、敵軍は未だ強勢であると判断し、薊まで一時撤退した。
8月、代郡の豪族趙榼は前燕による統治を拒み、300家余りを率いて離反すると、後趙の并州刺史張平に帰順した。慕容儁はさらなる離反を防ぐ為、広寧・上谷の2郡の民を徐無に、代郡の民を凡城に移住させた。

##### 冀州征伐
9月、慕容儁は再び出征を開始すると、南へ進んで冀州まで到達し、章武・河間の2郡を攻略した。
当時、勃海郡の高城（現在の河北省滄州市塩山県の南）では賈堅という人物が数千の衆を率いて自立していた。慕容儁は慕容評を高城へ派遣して賈堅を招聘させたが、彼は降伏に応じなかった。その為、慕容評は高城を攻撃してこれを攻め落とし、首級3千余りを挙げて賈堅を捕らえた。慕容儁は賈堅の才能を愛し、楽陵郡太守に任じた上で引き続き高城の統治を任せた（高城県は漢代以降は勃海郡に属していたが、慕容儁は隣接している楽陵郡に組み込んだ）。また、慕容評を章武郡太守に、慕容恪を河間郡太守に任じた。
10月、慕容儁は薊へ帰還した。その後、諸将に薊城の留守を委ねると、一旦龍城へ帰還して父祖の陵墓・宗廟に拝謁した。

#### 後趙に加担

##### 襄国を救援
永和6年（350年）2月に冉閔が帝位を簒奪した時、鄴にいた後趙の皇族は尽く虐殺されてしまったが、石虎の子である新興王石祗は襄国（現在の河北省邢台市邢台県）の統治に当たっていた為に難を逃れ、同年3月には冉閔に対抗して帝位に即いており、中原の覇権は冉閔と石祗により争われていた。
同年11月、冉閔は石祗討伐の兵を挙げ、歩兵・騎兵併せて10万を率いて襄国城を包囲した。
永和7年（351年）2月、包囲が百日余りに渡って続くと、石祗は独力では冉閔を撃退できないと判断し、皇帝号を取り去って趙王を称すとともに、かつて太尉を務めていた張挙に伝国璽を持たせて前燕へ派遣し（但しこれは偽物であり、本物は冉魏の首都である鄴にある）、これを差し出す代わりに慕容儁へ救援を要請した。また、羌族酋長の姚弋仲からも襄国救援を呼びかける使者が到来した。慕容儁はこの申し出に応じ、禦難将軍悦綰に兵3万を与えて救援に向かわせ、石祗と合流して冉閔を討つよう命じた。姚弋仲もまた子の姚襄を救援の為に差し向け、冀州にいた後趙の汝陰王石琨（石虎の子）もまた兵を率いて襄国救援に向かった。
前燕が石祗に協力して援軍を派遣すると聞いた冉閔は、大司馬従事中郎常煒を派遣して慕容儁を翻意させようとした。常煒が龍城に到着すると、慕容儁は彼と直接言葉を交わさず、記室封裕を介して冉閔の暴虐について詰問したが、常煒は堂々と反論して冉閔こそ正当な中原の主であると説いた。また、本物の伝国璽は冉閔の統治する鄴にあり、張挙が襄国から持ってきたものは偽作であると訴えた。慕容儁は張挙の言葉を信じていたので取り合わず、傍らに柴を積み重ねて常煒を脅した（火刑を暗示）が、常煒は一切臆する事無く、逆に慕容儁が父祖代々の仇敵である筈の後趙に味方しようとしている事を非難した。これを聞いた左右の側近は常煒を処刑するよう勧めたが、慕容儁は「彼は死を恐れずに主君に殉じようとしているのだ。これこそ忠臣であろう！冉閔に罪はあっても、どうしてその罪を臣下に委ねる事が出来ようか！」と言い、退出を許可して館へ送り届けた。その夜、慕容儁は常煒と同郷であった趙瞻をその館に派遣して慰労と説得に当たらせたが、常煒が全く応じなかった為、遂に龍城へ幽閉した。
3月、悦綰は敵軍から僅か数里の所まで逼迫すると、騎兵同士の間隔を敢えて開け、馬に柴を引っ張らせて埃を巻き上げさせた。この砂埃を見て冉魏の兵は大軍が来たと思い込み、恐れ慄いて戦意を喪失した。悦綰はこの機を逃さずに姚襄軍・石琨軍と共同で三方から攻め立て、さらに石祗も城を出撃して後方から呼応した。四方向からの挟撃により冉閔は大敗を喫し、かろうじて僅か10騎余りを伴って鄴まで逃げ帰った。この戦いによる死者の数は10万人を超えたという。

##### 後趙滅亡
7月、後趙の将軍劉顕が襄国で政変を起こし、石祗や後趙の百官を誅殺した。これにより後趙は完全に滅亡し、劉顕自らが襄国を支配して皇帝を称した。
8月、石祗の死に伴い、悦綰は襄国より帰還した。また、彼からの報告により張挙が献上した伝国璽が偽物であった事が発覚し、常煒の発言が真実であったと証明された。慕容儁は張挙を誅殺すると共に、常煒を釈放して彼の妻や子供らに迎えに来させた。常煒が上疏して謝意を示すと、慕容儁は彼の誠心を称賛し、妾1人と穀物3百斛を下賜して凡城に居住させた。

#### 第二次侵攻

##### 勃海を得る
遡る事永和7年（351年）2月、慕容儁は龍城を発ち、再び薊へ赴いた。
4月、勃海の民である逄約は後趙の混乱に乗じ、数千家の民衆を擁して冉魏へ帰順した。これを受け、冉閔は逄約を勃海郡太守に任じ、さらにかつて後趙の勃海郡太守であった劉準を幽州刺史に任じ、逄約と共に勃海を二分して統治させた。また、豪族の封放も勃海において民衆を大勢集めて自立した。
同月、慕容儁は封奕に逄約の討伐を命じ、昌黎郡太守高開には劉準・封放討伐を命じた。封奕は逄約の下へ赴くと、自身もまた勃海郡の出身であった事から、同郷の誼で会見を求めた。逄約はこれに応じて陣営から出てきたが、封奕は部下の張安に命じ、隙を見つけて逄約を捕らえさせた。高開もまた勃海へ進軍すると、劉準・封放はいずれも降伏して彼を迎え入れた。慕容儁は封放を勃海郡太守に、劉準を左司馬に、逄約を参軍事に任じた。また、逄約は多数の民衆を誘い出して前燕へ帰順させたので、慕容儁は彼の名を「約」から「釣」と改名させた。
だが、逄約は同年11月に勃海へ逃亡し、部衆をかき集めると再び前燕へ反旗を翻してしまった。前燕の楽陵郡太守賈堅が使者を派遣して利害を説くと、彼の部下は次第に離散していった為、進退窮まった逄約は東晋へ亡命した。

##### 趙郡・中山攻略と魯口攻撃
永和7年（351年）8月、慕容恪を冉魏領の中山へ侵攻させ、慕容評には魯口に割拠する後趙の残党王午を攻撃させた。
慕容恪が唐城（現在の河北省石家庄市行唐県の西南）まで到達すると、冉魏の将軍白同と中山郡太守侯龕は共に城を固守した。慕容恪は攻勢を掛けるも時間を要してしまい、力押しで攻め降すのは難しいと判断すると、慕容彪に中山攻撃を継続させ、自らは南の常山へ向かって九門に駐屯し、周囲の郡県より攻略せんとした。すると、冉魏の趙郡太守李邽は郡を挙げて慕容恪に降伏したので、これを手厚く慰撫した。その後、李邽を伴って再び中山へ戻って包囲攻撃を仕掛けると、侯龕もまた城を出て降伏したので、罪を許して中尉に任じた。中山を制圧した慕容恪は白同を捕らえて処断し、冉魏の将帥と豪族数10家を薊へ移住させ、残りの者についてはこれまで通りの生活を保障した。
慕容評もまた南皮まで進むと、迎撃に出てきた王午配下の将軍鄭生を返り討ちにし、その首級を挙げた。だが、それ以上の攻勢はしなかった。
同月、慕容儁は孫興を中山郡太守に任じ、占領して間もない中山を統治させた。孫興は善政を敷いて民を慰撫したので、民心は大いに安定したという。
12月、慕容儁は再び龍城に帰還した。

#### 第三次侵攻

##### 遷都を計画
永和8年（352年）頃、かねてより製作を命じていた指南車が完成した。慕容儁はこれを大いに喜び、慕容皝の廟へ報告した。
同年3月、慕容儁は再び薊城に出鎮した。彼は将来的に薊への遷都を考えており、軍中の文武百官や兵士の家族を龍城から薊へ移住させていく事とした。しかし、郷里を捨てて移住する事に対して反発が予想されたため、一度には行わず段階を分けて実施し、緩やかに遷都の準備を進めていった。

##### 繹幕攻略
かつて後趙の立義将軍であった段勤（段部大人段末波の子）は冉閔の乱に乗じ、後趙に背いて前燕に帰順していたが、同年3月に胡人数万を従えて清河郡の繹幕（現在の山東省徳州市平原県の西北）に割拠するようになると、自ら趙帝を称して前燕から離反した。
4月、慕容儁は慕容垂らを繹幕に派遣して段勤討伐を命じた。慕容垂は繹幕へ到達すると、段勤は抗戦せず弟の段思と共に城を挙げて降伏した。
その後、段勤は尚書郎に任じられて前燕の政治に携わっていたものの、光寿3年（359年）2月に東晋に寝返ろうとした罪で処刑され、段思は東晋へ亡命した。

##### 冉閔を討つ
遡る事永和8年（352年）1月、冉閔が襄国を攻め落とし、劉顕以下の百官を殺害した。これにより、中原の覇権は冉閔と慕容儁によって争われるようになった。
4月、慕容儁は慕容恪・相国封奕らに冉閔の討伐を命じた。慕容恪らは軍を進め、冉閔が駐屯していた安喜（現在の河北省定州市南東部）へ向かったが、冉閔が常山に移動するとこれを追い、魏昌の廉台（現在の河北省石家荘市無極県の東）にて遂に両軍は対峙した。ここで前燕軍は十戦を交えたが、冉魏軍の守りは固く一度も打ち破ることは出来なかった。冉魏軍には歩兵が多く前燕軍には騎兵が多かったため、冉閔は戦場を林の中へ持ち込もうとしていたが、慕容恪は参軍高開の献策に従い敗れたふりをして敵軍を平地へ誘き寄せた。敵軍が策にはまって平地へ誘い出てくると、慕容恪は全軍を三隊に分け、射撃の巧い鮮卑五千人を選抜し、さらに鉄の鎖で馬を結んで方陣の前方に配置した。冉閔は前燕軍を攻め立てて三百余りの兵を討ち取ると、勢いのまま全軍を挙げて慕容恪の本陣へ突撃したが、陣の先頭には鎖で繋がれた騎兵達が陣取っており、突入が出来なかった。ここで前燕軍は両翼より挟撃を仕掛けて大いに破り、7千余りの首級を挙げた。冉閔は幾重にも包囲を受け、突破して東へ逃走を図ったが、馬が倒れてしまい前燕軍に捕らえられた。この戦いで冉閔の他にも側近の董閏・張温を捕らえる事に成功し、みな薊へ送還した。冉閔の子の冉操は魯口へ逃亡し、王午を頼った。高開はこの戦いの中で傷を負い、これが原因で亡くなった。
やがて冉閔の身柄が薊に到着すると、慕容儁は領内に大赦を下した。また、冉閔を連れてこさせると「汝は下才の奴僕に過ぎないのに、どうして天子を称しようとしたのか」と問うと、冉閔は「天下は大乱であり、貴様らのような人面獣心の夷狄ですら奪逆（帝位を僭称）しているのだ。我は当代の英雄であり、どうして帝王になれない事があろうか！」と言い放った。慕容儁はこれに怒り、冉閔を三百回に渡り鞭打つと、龍城へ送還した。その後、同年5月には遏陘山において処刑した。
同月、慕容恪は滹沱河沿いに軍を駐屯させると、冉魏の将軍蘇彦は配下の金光に騎兵数千を与えて慕容恪を攻撃させたが、慕容恪はこれを返り討ちにして金光を討ち取った。蘇彦は大いに恐れて并州へ逃走し、慕容恪は進軍して常山に駐屯した。慕容儁は慕容恪へ中山の鎮守を命じた。

##### 鄴攻略
永和8年（352年）4月、慕容儁は慕容評と中尉侯龕に精鋭騎兵1万を与え、冉魏の本拠地である鄴を包囲させた。冉魏の大将軍蒋幹・皇太子冉智は籠城して徹底抗戦の構えを見せたが、城外の将兵は尽く前燕に降伏しており、配下の将軍劉寧とその弟の劉崇もまた騎兵3千を伴って晋陽へ逃亡した。5月、兵糧攻めにより鄴城内では食糧が欠乏し、人肉を食べるところまで追い詰められていた。慕容儁はさらに広威将軍慕容軍・殿中将軍慕輿根・右司馬皇甫真らに歩騎2万の兵を与え、慕容評らに加勢させた。窮した蒋幹は東晋へ使者を派遣して帰順の意志を示し、伝国璽と引き換えとして援軍を要請した。6月、東晋の将軍戴施は壮士100人余りを率いて救援に到来し、彼は鄴へ突入すると三台（鄴城にある氷井台・銅雀台・金虎台の3つの宮殿を指す）を守備した。
その後、蒋幹は精鋭5千と東晋の兵を率いて城から出撃したが、慕容評らは騎兵1万でこれを撃破し、4千余りの首級を挙げた。蒋幹はかろうじて単騎で城内へ逃げ戻った。
同月、鄴の北にある郡県は尽く前燕に降伏した。
7月、慕容儁は中山に駐屯した。
同月、冉魏の長水校尉馬願らが謀反を起こし、城門を開いて前燕軍を招き入れた。戴施と蒋幹は城壁を越えて倉垣へ逃走したものの、慕容評は董皇后・皇太子冉智・太尉申鍾・司空條枚らを捕らえ、乗輿・服御・六璽（伝国璽とは異なる）と共に慕容儁のいる薊へ送った。伝国璽は既に東晋に渡ってしまっていたが、慕容儁は事業の神格化を図るため、董皇后より伝国璽を献上されたと嘘の喧伝を行い、天運が己に在ることを内外に示した。そして、董皇后を贈璽君に封じ、冉智を海賓候に封じ、申鍾を大将軍右長史に任じた。また、慕容評を司州刺史（後趙では首都の鄴とその周辺数郡に司州を設置していた）に任じ、鄴の鎮守を命じた。
10月、慕容儁は薊に帰還した。
元璽3年（354年）9月、黄門侍郎宋斌らが冉智を盟主として謀反を為そうとしていると、ある人物より密告があり、慕容儁は彼らを誅殺した。

##### 王午・呂護の自立
遡る事永和8年（352年）7月、魯口に割拠する王午は冉閔の敗北を知ると、既に共同統治者であった鄧恒が没していた事もあり、自ら安国王を称して自立した。
8月、慕容儁は慕容恪・封奕・陽騖に兵を与え、王午討伐に向かわせた。王午は籠城を図ると共に冉閔の子である冉操（冉閔が敗れた際に魯口へ亡命していた）を前燕へ送還し、許しを請うた。これを受け、前燕軍は城外の穀物を略奪してから軍を撤退させた。
10月、慕容恪らは安平（現在の河北省衡水市安平県）に駐屯し、兵糧を蓄えて魯口攻略の準備を整えていたが、中山出身の蘇林が無極（現在の河北省石家荘市無極県）にて挙兵し、自らを天子と称した。慕容恪は軍を反転させて蘇林討伐に向かい、これを聞いた慕容儁は慕輿根を援軍として派遣した。慕容恪らは共に蘇林軍を攻撃し、蘇林を討ち取って乱を鎮めた。
同じ時期、王午は配下の将軍秦興に殺され、その秦興もまた呂護に殺された。呂護は王午同様に安国王を自称し、魯口を自ら統治した。

### 国家体制の確立

#### 帝位を称す

##### 群臣の請願
これより以前の永和8年（352年）6月、国相封奕を始めとした120人の群臣が慕容儁の下へ出向き、皇帝に即位するよう請願した。だが、慕容儁は「我は元々幽漠（幽州・ゴビ砂漠の当たり）の郷里において狩猟を行い、被髮・左袵の風習（被髮とは頭髮を散乱させる事。左袵とは衣服を左前に着る事。いずれも夷狄の風習）のもとに育ってきた。どうして暦数の籙（天より賜る符命の書）が我にあろうか！卿らはみな不相応な望みを抱いて褒挙（褒め称えて推薦する事）しているが、これは我のような徳の少ない者が聞くべき事ではない」と答え、一度はこの意見を退けた。
同年10月、慕容恪を始めとした前燕の群臣500人が皇帝璽を奉じて再び慕容儁の下へ出向き、冉魏を滅ぼして中原の支配者となった事を根拠に、再び帝位に即くよう請願した。慕容儁は今度はこの要請を受け入れ、帝位に即く事を決断した。

##### 皇帝即位と薊城への遷都
同年11月、日を選んで薊城の正陽殿において、伝国璽を得た事を大義名分として皇帝に即位し、領内に大赦を下した。また、年号を元璽と、国号を『大燕』と定め、郊祀を執り行って天地を祀った。また、慕容儁は「祖考（父祖）を追崇するは、古人の令典（習わし）である」と宣言し、祖父の慕容廆を高祖武宣皇帝と、父の慕容皝を太祖文明皇帝と追尊した。さらに、司州を中州と改称し、司隷校尉の官を置いて統治させた。また、薊城を首都と定め、旧都である龍城には留台（朝政の代行機関）を置いて第二の都とした。
当時、東晋の使者が前燕に滞在しており、慕容儁はその使者へ向けて「汝は還ったならば、汝の天子へ伝えるように。我は人々の乏（困窮）を承けたことで、中国の民より推されることとなり、皇帝となったとな」と告げた。これにより、東晋への従属関係は終わりを告げた（前燕の建国は父の慕容皝が燕王を称した337年と定義される事が多いが、名実ともに独立国となったのはこの年である）。その為、353年以降の記述については、前燕の元号を併記する事とする。
元璽2年（353年）2月、夫人の可足渾氏を皇后に、世子の慕容曄を皇太子に立て、龍城から薊城の宮殿へ移住させた。付き従っていた文武百官や、諸々の藩国の使者で皇帝即位の儀礼に参加していた者はみな官位を三級進められ、殿中の旧臣はみな才能に応じて抜擢を受けた。冉閔討伐や鄴攻略戦に参加した者は、一兵卒であっても功績に応じて賞賜を授かり、また今回の一連の戦役で死亡した者は、将士であれば二等が加贈され、士卒であれば子孫の税が免除された。

#### 群臣への封爵・任官
慕容儁は即位して以降、魏晋王朝の官僚制度に倣って百官の選任を行い、独立国としての統治基盤を固めていった。以下、慕容儁の時代に記録されている封爵・任官の記録について列挙する。
- 永和8年（352年）11月、皇帝即位の直前、その前準備として百官を設置し、朝廷としての体裁を整えた。国相封奕を太尉に、慕容恪を侍中に、左長史陽騖を尚書令に、右司馬皇甫真を尚書左僕射に、典書令張希を右僕射に、宋活（宋晃）を中書監に、韓恒を中書令に任じ、他の官員にも各々功績に応じて官職を授けた。太尉の封奕が引き続き国政を主管し、侍中慕容恪、尚書令陽騖がこれを補佐する形となった。
- 同月、玄菟郡太守乙逸を尚書に任じ、旧都である龍城の政務全般を委ねた。後に幽州刺史にも任じた。

- 元璽2年（353年）、給事黄門侍郎慕容垂を使持節・安東将軍・北冀州刺史に昇進させ、常山を鎮守させた[35]。

- 元璽3年（354年）3月、慕容評を鎮南将軍、都督秦･雍･益･梁･江･揚･荊･徐･兗･豫十州河南諸軍事[36]に任じて暫定的に洛河一帯を鎮守させ、慕容強[37]を前鋒都督、荊･徐二州縁淮諸軍事に任じて黄河の南へ進駐させ、国境地帯の防衛を強化した。

- 同年4月、一族への封爵を行い、撫軍将軍慕容軍を襄陽王に、左将軍慕容彪[38]を武昌王に、衛将軍慕容恪を太原王に、鎮南将軍慕容評を上庸王に、安東将軍慕容垂を呉王に、左賢王慕容友[4]を范陽王に、前鋒都督慕容強[37]を洛陽王に、散騎常侍慕容厲を下邳王に、寧北将軍慕容度を楽浪王に、弟の散騎常侍慕容宜を廬江王に、慕容桓を宜都王に、慕容遵[39]を臨賀王に、慕容徽を河間王に、慕容龍を歴陽王に、慕容納を北海王に、慕容秀を蘭陵王に、慕容嶽を安豊王に、慕容徳を梁公に、慕容黙を始安公に、慕容僂を南康公に、子の慕容臧[40]を楽安王に、慕容亮を勃海王に、慕容温を帯方王に、慕容渉を漁陽王に、慕容暐を中山王にそれぞれ封じた。

- また同月、慕容恪を大司馬・侍中・大都督・録尚書事に、慕容評を司徒・驃騎将軍に、尚書令陽騖を司空・守尚書令[41]に任じた。これ以降、既に太尉に任じられていた封奕と共に、大司馬慕容恪・司徒慕容評・司空陽騖の4人が群臣の筆頭として朝政を統括していった。

- 同月、呉王慕容垂を北冀州刺史から冀州刺史へ改め、常山から信都に移らせて鎮守を命じた[42]。程なくして慕容垂を侍中・録留台尚書事に改任し、旧都である龍城を鎮守させた。
- 時期は不明だが、慕容垂を征南将軍・荊兗二州牧に任じ、任地に赴かせている。慕容垂は多いに治績を挙げ、梁・楚の南方までその名声は響き渡ったという。

- 元璽5年（356年）5月、尚書左丞鞠殷を東萊郡太守に、章武郡太守鮮于亮を斉郡太守に任じた。

- 元璽6年（357年）1月、幽州刺史乙逸を中央に召喚し、左光禄大夫に任じた。

- 光寿元年（357年）12月、呉王慕容垂を東夷校尉・平州刺史に任じ、遼東を鎮守させた。

- 光寿3年（359年）2月、子の慕容泓を済北王に、慕容沖を中山王にそれぞれ封じた。また、その他の弟や甥にも格差をつけて王公に封じた。

#### 国内の統治
元璽3年（354年）8月、諸勢力併呑の為、再び大規模な軍事行動を起こそうと目論み、大々的に軍隊の徴兵を行った。そして詔を発して「丙戌（355年9月）に挙兵せん」と宣言した。
10月、慕容儁は薊城を離れ、旧都である龍城に赴いた。幽州・冀州では慕容儁が東へ逃れたとの噂で騒乱が起こり、各地で賊の勢力が活発化するようになった。
元璽4年（355年）4月、慕容儁が薊城に帰還すると、群臣は自立していた賊徒を討伐するよう勧めたが、慕容儁は「群小なる者どもは朕が東巡したので、当惑して乱れたに過ぎぬ。今、朕は既に到着した。すぐに自ら定まることだろう。討つには及ばぬ。しかしながら不虞の備えもまた必要ではあるか」と述べ、討伐には赴かなかったものの、内外に戒厳を命じた。
5月、給事黄門侍郎申胤は上言し、前燕における朝廷の儀礼制度や冠冕の様式が未だ定まっていないことから、詳しく制定するよう訴えた。慕容儁はこれに同意し、下書してこの事について太常に参議させるよう命じた。
元璽5年（356年）7月、皇太子慕容曄が早世した。献懐太子と諡した。
元璽6年（357年）2月、三男の中山王慕容暐を亡くなった慕容曄に代わって皇太子に立て、領内の死罪以下に恩赦を下し、光寿と改元した。
光寿元年（357年）11月、鄴への遷都を決断した。12月、薊城を離れて鄴宮へ入ると、領内に大赦を下した。また、宮殿を修繕し、後趙の内乱により壊されていた銅雀台を修復させた。
同月、昌黎・遼東の2郡に慕容廆の廟を、范陽・燕の2郡に慕容皝の廟を建立する事を決め、護軍将軍平熙を領将作大匠に任じ、二廟の建立を監督させた。
同月、廷尉監常煒は上言し、戦災によって苦しむ民の慰撫と、身分に捕らわれず才幹ある者を登用するよう訴えた。慕容儁はその見識を称え、群臣にさらに議論させるよう下書した。
光寿3年（359年）2月、鄴城の顕賢里に小学を建て、王侯貴族の子らに学問を学ばせた。また、老年で病気に苦しんでいる者や、身寄りが無く生活の苦しい者を調査させ、穀帛を下賜する様命じた。

#### 拓跋部との修好
代を支配する拓跋部は慕容部と同じく鮮卑を出自とし、盛楽（現在の内モンゴル自治区フフホト市ホリンゴル県）を根拠地としていた。彼らとは父祖の代より友好関係を築いていおり、父の慕容皝・代王拓跋什翼犍は相互に姻戚関係を結んでいた。
元璽2年（353年）、慕容儁の代になってから初めて代へ使者を送り、父の時代同様の修好を求めた。元璽3年（354年）には代から返礼の使者が到来した。
元璽5年（356年）12月、再び代へ使者を派遣し、婚姻関係を結ぶ事を提案し、代王拓跋什翼犍はこれに同意した。光寿元年（357年）5月、代へ使者を派遣し、婚礼の御礼として幣物を送った。

#### 周辺勢力の帰順
前燕が中原へ勢力圏を伸ばし、その勢力が強大化していくにつれ、周辺勢力からの来降は日を追うごとに増加していった。以下、慕容儁即位に前後して帰順してきた勢力について列挙する。
- 永和7年（351年）11月、上党に勢力を築いていた庫傉官偉[51]が部衆を率いて前燕へ降伏を申し入れてきた。慕容儁はこれを受け入れ、彼を汶山公に封じた。

- 同年12月、丁零族の翟鼠が傘下の諸部族を率いて前燕に帰順すると、慕容儁は彼を帰義王に封じた。

- 元璽2年（353年）2月、東晋の寧朔将軍栄胡は魯郡で反乱を起こし、彭城ごと前燕へ帰順した。

- 同年11月、かつて後趙の将軍であった楽陵の朱禿・平原の杜能・清河の丁嬈・陽平の孫元[52]らは、後趙崩壊以降は各々兵を擁して城砦に拠っていたが、ここに至ってみな前燕に降伏した。慕容儁は朱禿を青州刺史に、杜能を平原郡太守に、丁嬈を立節将軍に、孫元を兗州刺史に任じ、これまで通り城砦に留まる事を赦して慰撫に当たった。

- 元璽3年（354年）3月、梁国一帯に勢力を築いていた羌族の首領姚襄より使者が派遣し、前燕へ帰順する旨を告げた。

- 元璽4年（355年）4月、東晋の蘭陵郡太守孫黒・済北郡太守高柱・建興郡太守高瓫、前秦の河内郡太守王会・黎陽郡太守韓高がみな郡を挙げて前燕に帰順した。
- 同年12月、高句麗の故国原王は前燕へ使者を派遣し、人質を送って貢物を献上する代わりに、かつて慕容皝の時代に敗れた際に捕らわれていた母の周夫人の返還を請うた。慕容儁はこれを認め、殿中将軍刁龕を派遣して周夫人を祖国に帰らせてやった。故国原王は再び使者を派遣して貢物を送り、母を送り届けてくれた事に謝意を示すと、慕容儁は彼を都督営州諸軍事・征東大将軍・営州刺史に任じ、楽浪公に封じ、高句麗王の称号についても認めた。
- 元璽6年（357年）5月、匈奴単于の賀頼頭は部落3万5千を率いて前燕に帰順した。慕容儁は賀頼頭を寧西将軍に任じて雲中郡公に封じ、代郡の平舒城（現在の山西省大同市広霊県西部）に住まわせた。
- 同年12月、前秦の平州刺史劉特が5千戸を伴って前燕に帰順した。

- 光寿3年（359年）2月、塞北（北の国境の外側の地域）に割拠する賀蘭・丁零を始めとした7つの部族はみな前燕に帰順した。

### 諸勢力を併呑

#### 魯口攻略
元璽2年（353年）3月、後趙でかつて衛尉を務めていた李犢が常山で数千の兵を集め、前燕の統治に反抗して普壁塁に立て籠もった。5月、慕容儁は慕容恪に李犢討伐を命じた。慕容恪は出撃するとすぐさまこれを降伏させ、更に東へ進んで魯口を守る呂護を攻撃した。
元璽3年（354年）3月、前年より魯口を包囲していた慕容恪が、遂にこれを陥落させた。呂護は城を脱出して逃走を図ったが、前軍将軍悦綰はこれを追撃して大いに攻め破り、その配下を尽く降伏させた。呂護自身はかろうじて野王に逃れると、弟を派遣して前燕に謝罪した。慕容儁はこれを許して河内郡太守に任じ、野王の統治を認めた。

#### 段龕征伐

##### 段龕の自立
段部の首領段龕はもともと後趙に従属していたが、冉閔の乱に乗じて本拠地の令支を離れ、部衆を率いて南下を開始すると、さらに東に進んで広固に拠点を構え、その勢力を大きく広げていた。永和6年（350年）7月には自ら斉王を名乗り、さらに東晋に称藩を申し入れ、東晋朝廷より鎮北将軍に任じられていた。彼は中原で急速に勢力を拡大する前燕を脅威と捉え、対決姿勢を鮮明にしていた。
元璽3年（354年）7月、前燕の青州刺史朱禿は楽陵郡太守慕容鉤（慕容翰の子）と共に厭次を統治していたが、かねてより辱めを受けていた慕容鉤を殺害すると、南へ逃走して段龕に寝返ってしまった。
元璽4年（355年）1月頃、段龕は郎牙山（現在の河北省保定市易県西部の太行山東麓にある）へ侵攻し、前燕の将軍栄国を破った。

##### 討伐を決行
同年10月、段龕は慕容儁へ書簡を送り、中表の儀（東晋建国時に誓った忠誠）に背いて皇帝に即位した事を強く非難した。慕容儁はこの書を見ると甚だ激怒し、討伐を決断した。
11月、慕容儁は太原王慕容恪を征討大都督・撫軍将軍に任じて段龕討伐を命じ、陽騖・慕容塵も副将として従軍させた。その一方で、彼は段龕の勢力が強盛である事を憂慮していたので、出発に際して慕容恪へ「もし段龕が（黄河の）対岸に軍を並べて拒んでおり、渡河する事が出来なかったならば、代わりに呂護（呂護は形式上は前燕に降伏して忠誠を誓っていたが、実質的には野王で未だ独自勢力を保っていた）を攻めてから還るのだ」と忠告した。
12月、慕容恪はまず軍を分けて軽騎兵のみを先に黄河北岸へ到達させると、段龕の動向をうかがいながら船を用意して渡河の準備を進めた。段龕は兵を出撃させずに慕容恪を待ち構えたので、妨害を受ける事は無かった。
元璽5年（356年）1月、慕容恪が渡河を果たして広固から200里余りの所まで進撃すると、段龕は兵3万を率いてこれを迎え撃った。両軍は淄河の周辺で交戦となったが、慕容恪はこれを大破して弟の段欽を捕らえ、右長史袁範・王友辟閭蔚らを討ち取り、数千人の士卒を降伏させた。段龕は広固に逃げ戻って城を固守したので、慕容恪はそのまま軍を進めて城を包囲した。

##### 広固陥落
2月、慕容恪は深い塹壕を掘ると共に堅固な土塁を築き、さらに畑を耕して長期戦の構えを取った。また、段龕の傘下にあった周辺の諸城に降伏を促すと、段龕配下の徐州刺史王騰・索頭部の単于薛雲らは衆を挙げて来降した。慕容恪は王騰に今まで通りの職務を委ねて陽都（現在は山東省臨沂市沂南県）を鎮守させた。青州の民は段龕の敗亡を悟り、先を争って前燕軍へ食糧を供給した。
8月、段龕は一族の段蘊を東晋に派遣して救援を要請すると、穆帝はこれに応じて北中郎将・徐州刺史荀羨を救援に派遣した。だが、荀羨は前燕軍の強勢に恐れをなし、琅邪に至った所で進軍を止めてしまい、救援に来る事は無かった。
同月、慕容恪は広固城の周囲の木々を伐採し、さらに糧道を断ったので、広固城内では飢餓により共食いが発生する有様であった。追い詰められた段龕は総力を挙げて城から打って出たが、慕容恪は敢えて陣営の中に引き入れてからこれを返り討ちにした。段龕は退却を図ったが、慕容恪は予め兵を分けて諸々の門に配置しており、退却しようとする段龕軍を散々に打ち破った。段龕自身はかろうじて単騎で城内に逃げ戻ったが、取り残された兵は全滅し、これにより城中の士気は激減した。
11月、段龕は遂に降伏を決断し、面縛して陣営へ出頭した。こうして斉の地は尽く平定され、慕容恪は段龕を朱禿と共に薊に送還すると共に、斉の地に住まう鮮卑や羯族3千戸余りを薊に移住させ、残りの民については慰撫してこれまで通りの生活を約束した。慕容儁は朱禿を裏切った罪で五刑に処したが、段龕については罪を許して伏順将軍に任じた。慕容恪は慕容塵に広固の鎮守を任せると、軍を返して帰還した。
光寿元年（357年）6月、段龕を殺害し、その配下3千人余りを生き埋めとした。

#### 後趙残党の掃討

##### 残党勢力の動向
永和8年（352年）10月頃、各地の州郡で勢力を保っていた後趙の旧将が続々と前燕へ帰順の使者を派遣し、自らの子を人質として仕えさせる事で恭順の意を示した。慕容儁はこれを受け入れ、王擢を益州刺史に、夔逸を秦州刺史に、張平を并州刺史に、李歴を兗州刺史に、高昌を安西将軍に、劉寧を車騎将軍に任じた。また、劉寧については范陽公にも封じている。
だが、彼らは前秦・東晋にも同様に称藩して官爵を授かっており、前燕への朝貢を絶やす事は無かったものの、実際にはどの勢力にも与する事なく守りを固めて動向を見守っていた。その中でも張平は新興・雁門・西河・太原・上党・上郡を領有し、傘下の城砦は300を超え、10万戸余りを従えて前秦・前燕に匹敵する第3勢力といえる規模となっていた。

##### 劉寧の帰順
蕕城を統治する劉寧は前述の通り前燕に帰順したものの、すぐに再び距離を置くようになり、逆に前秦との結びつきを強めていた。だが、周辺の郡県で前燕への帰順が相次いでいるのを見て翻意し、元璽4年（355年）4月に2千戸を伴って薊城へ自ら詣で、慕容儁へこれまでの振る舞いを謝罪した。慕容儁はこれを赦し、彼を後将軍に任じた。

##### 馮鴦の反乱
元璽4年（355年）12月、上党の人である馮鴦が反乱を起こして前燕の上党郡太守段剛を追放すると、安民城（現在の山西省長治市襄垣県）を拠点として自立して上党郡太守を称した。彼は東晋に称藩の使者を送ったが、すぐに東晋からも離反し、今度は張平の庇護下に入った。張平は前燕へ使者を派遣し、馮鴦との関係のとりなしを図り、慕容儁は張平に免じて罪を許し、京兆郡太守に抜擢した。だが、馮鴦は野王に割拠する呂護とも結託し、密かに再び東晋とも内通するようになり、しばしば前燕に背く行動を取った。
光寿2年（358年）2月、慕容儁は遂に馮鴦を見限り、司徒慕容評に討伐を命じた。慕容評は上党へ侵攻するも、なかなか攻め下せなかった。3月、慕容儁は領軍将軍慕輿根に慕容評の加勢を命じた。慕輿根は慕容評と共に城を急攻すると、馮鴦は配下との間に不和を生じた為、上党を放棄して野王の呂護を頼った。彼の率いていた兵はみな前燕へ降伏した。

##### 張平・高昌・李歴の討伐
3月、慕容儁は冀州へ軍を派遣し、前燕に与していない諸郡を攻め落とした。
9月、慕容評には并州を支配する張平討伐を、司空陽騖には東燕（現在の河南省新郷市延津県の東北）に割拠する高昌討伐を、楽安王慕容臧には濮（現在の山東省菏沢市の北部）に割拠する李歴の討伐をそれぞれ命じた。陽騖は高昌の勢力が治める黎陽を攻めるも、攻略出来なかった。慕容臧は李歴の軍勢を撃破し、李歴は滎陽に逃走した。李歴の配下はみな降伏した。慕容評もまた并州に進むと、瞬く間に100を超える城砦が降伏した。また、張平配下の征西将軍諸葛驤・鎮北将軍蘇象・寧東将軍喬庶・鎮南将軍石賢らは138の城砦を明け渡して前燕に帰順した。慕容儁はこれを大いに喜び、みな元の官爵のまま職務に当たらせた。また、尚書右僕射悦綰を安西将軍・領護匈奴中郎将・并州刺史に任じ、降伏した城砦の慰撫に当たらせた。張平は3千の兵を伴って平陽へ逃走し、後に使者を派遣して慕容儁に謝罪し、許しを請うた。
光寿3年（359年）7月、高昌もまた前燕の攻勢に抗しきれず、城を棄てて白馬より滎陽へ逃走した。

#### 東晋との抗争
東晋はかつての宗主国であるが、慕容儁の皇帝即位により関係は完全に破綻していた。これ以降、東晋は中原回復を目論み、しばしば前燕領への北伐を敢行するようになった。
- 元璽5年（356年）8月、前述の通り東晋の北中郎将・徐州刺史荀羨は段龕救援に向かうも前燕軍の強勢に恐れをなし、琅邪に至った所で進軍を止めていた。この時、前燕の徐州刺史王騰が鄄城（現在の山東省菏沢市鄄城県）へ侵攻していたので、荀羨はその隙を突いて彼の統治する陽都を攻め、長雨に乗じてこれを攻略した。王騰は敗北を喫して捕らえられ、処刑された。

- 同月、荀羨は段龕の敗北を知ると下邳に撤退し、泰山郡太守諸葛攸・高平郡太守劉荘に3千人を与えて琅邪の守備を任せ、さらに参軍戴逯らに2千人を与えて泰山を守らせ、前燕の襲来に備えた。また、汴城（現在の山東省済寧市泗水県）を守備していた前燕の将軍慕容蘭を攻撃し、これを討ち取ってから撤退した。

- 光寿2年（358年）10月[63]、東晋の泰山郡太守諸葛攸が東郡を攻撃し、武陽（現在の山東省聊城市莘県）へ侵入した。慕容儁は大司馬慕容恪に迎撃を命じ、司空陽騖と楽安王慕容臧にも従軍させた。慕容恪は諸葛攸を敗走させ、泰山へ退却させた。

- 同年、東晋の徐兗二州刺史・北中郎将荀羨が山茌へ侵攻した。山茌を守る泰山郡太守賈堅は奮戦むなしく生け捕りとなり、再三の降伏勧告にも応じずに憤死した。この時、前燕の鎮南将軍・青州刺史慕容塵は司馬悦明を救援として派遣しており、彼は荀羨を大敗させて山茌を奪還した。慕容儁は賈堅の訃報を聞き、子の賈活を任城郡太守に任じた。

- 光寿3年（359年）8月、東晋の泰山郡太守諸葛攸が2万の水軍・陸軍を率いて再び前燕を攻め、石門（現在の山東省臨沂市臨沭県）より侵入して黄河の岸に駐屯した。また、配下の将軍匡超をさらに嵩㠂へ拠らせ、蕭館を新柵[64]に駐屯させ、さらには督護徐冏に水軍3千を与えて上流と下流に浮橋を作らせ、東西より気勢を上げた。慕容儁は長楽郡太守傅顔と上庸王慕容評に5万の歩兵・騎兵を与えて迎撃を命じ、傅顔らは東阿において諸葛攸を大敗させた。
- 同年10月、北中郎将謝万は前燕征伐を目論んで梁・宋の地に駐屯していたが、前燕の軍勢が強盛である事を憚り、軍を退却させた[65]。これを機に慕容恪は軍を進めて黄河を超え、河南の地を攻略した。汝南・潁川・譙・沛などの各郡はいずれも陥落し、慕容恪は守宰（郡太守や県令などの地方長官）を置いて帰還した。

#### 他勢力との抗争
- 元璽5年（356年）2月、将軍慕輿長卿らに兵7千を与えて軹関（現在の河南省済源市の西部）より前秦の領土へ侵攻させた。前秦の幽州刺史強哲は裴氏堡[66]においてこれを阻み、さらに前秦君主苻生は建節将軍鄧羌を救援に派遣した。慕輿長卿は裴氏堡の南で鄧羌と交戦するも、大敗を喫して戦死し、この戦いで2千余りの兵が討ち取られた。
- 元璽6年（357年）5月、撫軍将軍慕容垂・中軍将軍慕輿虔・護軍将軍平熙らに歩兵騎兵合わせて8万を与え、塞北（北の国境の外側）に割拠している丁零討伐に向かわせた。慕容垂らはこれを大破し、討ち取るか捕らえた者は10万余りを数え、鹵獲した馬は13万匹、牛羊は億万を数えた。

- 同年12月、河間郡出身の李黒が数千余りの衆を率いて反乱を起こし、州郡を荒らし回って棗強県令衛顔を殺害した。慕容儁は長楽郡太守傅顔に李黒討伐を命じると、傅顔はこれを撃ち破って李黒を討ち取った。

### 中華統一を目論む

#### 大規模な徴発
光寿2年（358年）12月、慕容儁は東晋・前秦の併呑を本格的に目論むようになり、州郡に命じて丁（成人男子）の数に漏れや誤りが無いか詳しく調査させ、1戸（1家族）には1丁（1人の成人男子）のみを残して残りを尽く徴発するよう命じ、これにより歩兵の数を150万まで増員させようと考えた。そして来春には大々的に集結させて洛陽へ進出せんとし、各地に命を下そうとした。だが、武邑出身の劉貴は「百姓が凋弊しているのに、兵を徴発するのは法に非ずといえます。人民はこの命に堪えられず、必ずや土崩の禍をもたらす事でしょう。また、政務の中で時に合致していないものが、10のうち3はあります」と上書し、固く諫めた。慕容儁はこれを善しとし、公卿に広く議論させてその多くを容れた。これにより、三五占兵（5人に3人の割合で成人男子を徴発する事）に改めると共に、戦の準備期間を1年伸ばし、翌年の冬に鄴都に集結させるようにした。
光寿3年（359年）12月、前年より招集を掛けていた郡国の兵が予定通り鄴都に集結したが、それに伴う混乱により盗賊が蜂起し、連日朝夕に渡って絶えず強盗略奪が行われた。これを受け、慕容儁は賦税を緩和し、特別な禁則事項を設け、賊の情報を密告した者には奉車都尉の地位を下賜すると発布した。これにより賊の首領である木穀和ら百人余りを捕らえて誅殺する事に成功し、動乱は静まった。

#### 病に倒れる
光寿3年（359年）12月、慕容儁は病を発して床に伏せがちになると、大司馬・太原王慕容恪を呼び出して「我の病はこの体を次第に弱め、恐らくは治ることはないであろう。短命でこの障害を終えることになろうが、どうして恨む事があろうか！ただ心配なのは、未だ二寇（東晋・前秦）の脅威は除かれておらず、景茂（慕容暐の字）もまだまだ幼少である事だ。とても家国の多難を乗り切れるとは思えない。そこで古の宋の宣公に倣って、社稷を汝に任せようと考えている（宣公は自らの子與夷ではなく、弟の穆公を後継ぎとした）」と述べ、慕容恪に帝位を譲ろうとした。これに慕容恪は「太子はまだ幼いとは言え、天より聡聖を与えられております。必ずや残なる者どもに勝利し、刑措（犯罪の無い世界）をもたらしましょう。正統を乱してはいけません」と述べると、慕容儁は「兄弟の間で、どうしてうわべを飾る必要があるのか！」と怒った。この言葉に慕容恪は「陛下がもし臣（慕容恪）を天下の任に堪え得る者とお考えであるならば、どうして幼主を補佐が出来ないと思われるのでしょうか！」と訴え、後継に立つより補佐に回る事を求めた。この言葉を聞くと慕容儁は大層喜んで「もし汝が周公のように事を行ってくれるのであれば、憂うることなど何もない（周公旦は、甥である周朝第2代王の成王が幼少の時に摂政となったが、成人すると政権を返して臣下の地位に戻った）。李績は清方にして忠亮な男であるから大事を任せられるだろう。汝はこれを善く遇するように」と述べ、後事を託した。
同月、弟の慕容垂を任地の遼東から鄴に帰還させた。

#### 最期
光寿4年（360年）1月、慕容儁は病状が少し回復すると、鄴において大々的に閲兵を行い、大司馬慕容恪・司空陽騖に命じて予定通り征伐を敢行しようとした。だが、すぐに病状が悪化してしまい取りやめとなった。慕容儁は死を悟ると、慕容恪・陽騖・慕容評・慕輿根らを呼び寄せて輔政を委ねる遺詔を遺し、やがて応福殿で崩御した。享年42、在位期間は11年であった。景昭皇帝と諡され、廟号は烈祖、墓号は龍陵とされた。嫡男の慕容暐が皇位を継承した。

## 人物
成長すると身長は八尺二寸にもなり、その容貌は魁偉（逞しく立派である事）であったと記されている。
経書や史籍を広く学び、文武両道にして軍略・政治いずれにも秀でており、振る舞いには気品があったという。また、詩や賦を好み、その題材は器物や車室にまで至り、いずれも勧戒（勧善懲悪）を為すものであるとして著しく称賛された。
即位してから晩年に至るまで講論を厭う事は無く、政務の暇を見つけては側近と文学書物の解釈について議論を交わし、それらを纏めて40篇余りを著述したという。その性格は厳重であり、行いを慎んで礼儀作法を遵守した。服装を疎かにして朝政に臨む事は一度も無く、私的な酒宴の場といえども気だるげな様子を見せる事は無かった。また、軍令をいつも厳格にしていたので、諸将が略奪などを犯して軍律に背く事は無かったという。

## 逸話

### 瑞祥・怪異譚
「晋書」「十六国春秋」にはこの当時の前燕に関する、真実か疑わしい瑞祥や怪異譚がいくつか記載されており、以下列挙する。
- 慕容儁の生まれる前、祖父の慕容廆は常々「吾が福を積み、仁を累ねてきた事で、子孫は中原を有する事になろう」と豪語していたが、果たして慕容儁の時代に現実のものとなった。また、彼が生まれた時に慕容廆は「この子の骨相は常人のそれではない。我が家はこのような子を得られたか」と喜んだという。

- 母の段氏は身籠ってから13カ月して慕容儁を生んだとされ、出産の際には神光が発現するという特異な事象が起こったと『十六国春秋』には記録がある。

- ある夜、慕容儁は石虎に腕を齧られる夢を見た。目が覚めると、石虎の事を大いに憎んで墓を暴くよう命じたが、なかなか見つからなかった。その為、百金の懸賞金を掛けたところ、鄴に住む李菟[70]という女性が東苑[71]の下に葬られていると密告した。そこで慕容儁はその場所を掘らせると、水脈を3度掘り当てた末に遂に棺を発見したが、その屍はまだ腐っていなかったという。慕容儁はその屍を踏みつけると「ただの死胡がどうして生きる天子の夢に現われたのか！」と罵倒した。そして御史中尉陽約に命じ、幾度もその残虐な罪を数え上げさせた後、鞭打ってから漳河に投げ棄てさせた。だが、屍は橋の柱に引っかかって流れなかったという。前燕が滅んだ後、前秦の宰相王猛はこの話を聞くと李菟を誅殺し、石虎の遺骸を収容して葬ったという。

- 永和8年（352年）5月、䴏（つばめ）が薊城の正陽殿の西にある椒に巣を作って三羽の雛を生み、その頭には真っ直ぐ立ち昇った毛が見られたという報告があった。また同時期、凡城からは五色の模様がある異鳥が献上された。これらを受けて慕容儁は群僚へ「これは何の祥（きざし）であろうか」と訪ねると、みな「䴏とは燕鳥の事であり、首に毛冠を有しているのは、大燕が隆興する事を言っており、天に通じる章甫（殷の時代の冠）を冠する事を指すのです。正陽の西椒に巣を設けたのは、至尊（皇帝）が臨軒して万の国を征する事の徴です。三子というのは、三統（夏・殷・周の三代）に応じていることの験（しるし）です。神鳥の五色とは、聖朝が五行の符命を引き継いで、天下を統べることを指すのです」と答えた。慕容儁はこれを聞いて大いに喜んだ。

- かつて、祖父の慕容廆は「赭白」という抜きんでた脚力を有している駿馬に乗っており、彼の死後は慕容皝に引き継がれた。後趙の石虎が棘城に襲来した時、慕容皝は一度は逃亡しようと考えて赭白に跨ろうとした。だが、赭白は鳴き声を上げて蹴ったり齧んだりし、誰も近づく事が出来なかった。これを見た慕容皝は「この馬は先朝（慕容廆の時代）より普通の馬ではないといわれており、我もまたいつもこれに頼って難を振り払ってきた。今、乗せようとしないのは、先君（慕容廆）の意志であろう！」と言い、逃亡を中止した。その後、石虎が棘城攻略を諦めて軍を撤退させると、慕容皝は益々この馬に目を掛けるようになった。慕容皝の死後は慕容儁が引き継いだが、49歳になってもその俊敏さは衰えを見せなかった。慕容儁は赭白を「鮑氏驄（前漢の鮑宣・鮑永・鮑昱の三代に渡って用いられた馬）」に匹敵すると考え、銅を用いてその像を造らせた。そして自ら銅像の側にその馬の功績を称える鐫勒（金属に彫り刻む事）を行い、薊城の東掖門に設置する事とした。元璽5年（356年）、像は完成したが、赭白もまた同じ年に亡くなったという。

- 冉閔を処刑した時、遏陘山では周囲七里で草木が枯れ果て、蝗害が大発生した。また、5月にも拘らず降雨がなく日照りが続き、それは12月まで続いた。慕容儁はこれを冉閔の祟りではないかと恐れ、使者を派遣して冉閔の祭祀を執り行い、武悼天王と諡した。すると、すぐに大雪が降ったという。

- かつて、後趙の石虎は華山に人を遣って探策させ、玉版を手に入れた。そこには「歳申酉（348年から349年）に在って、絶えざる事線の如し（まだ断絶はしていないものの、ただ一本の細い線で繋がっているだけのようないつ切れてもおかしくない状況。転じて情勢が危機的である事を指す）。歳壬子（352年）に在って、真人が現れん」と刻まれていた。やがて元璽元年（352年）に慕容儁が皇帝に即くと、玉版の話を知っていた前燕の人はみな、真人というのが慕容儁の事を言っていたのだと考えたという。

- 元璽5年（356年）年3月、常山寺の王母祠の前にある大樹が根元から倒れ、根の下より70の璧と73の珪が見つかった（いずれも宝玉を指す）。その光色には不思議な精彩があり、明らかに普通ではない宝玉であった。慕容儁はこれを嶽神からの命と捉え、尚書郎段勤を派遣して太牢（牛・羊・豚などの供え物）をもって祀らせた。すると、祭祀をする度に一匹の虎が祠の側を往来するようになったが、非常に大人しく人に慣れきっており、物を害する事は無かったという。

- 元璽6年（357年）5月、遼西の地で黒い兎が獲れたという。

- 慕容儁が亡くなる直前、月が昴宿にあって太白（金星）を犯したという（異常に接近する事） 。これをみた占い師は「人君が死すであろう」といい、また「趙（鄴の地には兵が有らん」とも言ったという。

### 慕容垂との関係
父の慕容皝は、慕容垂の事を幼いころから甚だ寵愛しており、一度は慕容儁に代えて世子に立てようと考えた程だった。その為、慕容儁は心中穏やかではなく、次第に慕容垂の事を憎むようになったという。その為、父の後を継いで以降も、慕容垂を快く思っておらず、慕容垂を陥れようとした逸話が残っている。但し、その一方で中原攻略に際しては慕容垂に主力軍の一角を委ねており、その後もしばしば重要な戦役に慕容垂を起用している。また、死期を悟った際にも遼東よりわざわざ慕容垂を呼び戻しているなど、必ずしも排斥しようとしていたわけでは無い事もうかがえる。
- 元璽3年（352年）11月、慕容儁が帝位に即くと慕容垂は給事黄門侍郎に任じられたが、これは皇帝に近侍してその勅命を伝達するだけの文官職であり、軍事上の役職は授けられなかった。それから1年もの間、慕容垂は征伐の任を与えられる事は無かったが、衛将軍慕容恪（慕容垂の兄）・撫軍将軍慕容軍（慕容皝の弟）・左将軍慕容彪（慕容皝の弟）は幾度も上表し、慕容垂には命世の才（世に名高い才能）があると訴え、もっと大きな任務を委ねるよう勧めていた。元璽3年（353年）12月、慕容儁は遂にこの要請を認め、慕容垂を使持節・安東将軍・北冀州刺史に昇進させ、常山の防衛を命じた。
- 慕容垂（当時の名は慕容覇である）が呉王に封じられた頃、慕容儁はその名を「覇」から「𡙇」と改めさせた。表向きは郤缺（春秋時代の晋の政治家）の事を慕ってその名を与えた（「𡙇」と「缺」は同字）と吹聴していたが、実際には慕容垂の事を貶めてからかう事を目的としていた。慕容垂は若い頃より狩猟を趣味としていたが、猟の最中に落馬して歯を折る怪我を負ってしまった事があった。その為、慕容儁は彼の歯が欠けている事を嘲って「𡙇」と改名させたのである（「𡙇」は「欠」の異体字）。だがその後、「𡙇」という字が讖文（予言書）に応じているものである事を知り、「𡙇」から旁の「夬」を除き、「垂」と改めさせた。
- 元璽3年（354年）4月頃には慕容垂を侍中・録留台尚書事に任じ、旧都である龍城を鎮守させたが、慕容垂が東北（遼西・遼東一帯を指す）の民から絶大な支持を得るようになると、慕容儁はこれを聞いて、再び中央へ呼び戻している。

- 慕容垂の一番目の前妻である段氏（段末波の娘）は自らが高貴な出自である事から、慕容儁の皇后である可足渾氏を敬おうとせず、かねてより可足渾氏から大いに憎まれていた。光寿2年（358年）、可足渾氏は中常侍涅皓に命じ、段氏が典書令高弼結託して呪術を行ったという偽りの罪をでっち上げ、段氏と高弼を捕らえさせた。段氏に対して拷問を伴う厳しい尋問を行わせ、慕容垂も呪詛の嘘の告白をさせようとした。段氏は獄中で亡くなってしまったが、最後まで嘘の自白をする事は無かったので、慕容垂は罪を免れる事が出来た。これにより慕容儁はやむなく慕容垂を平州刺史に任じ、遼東へ出鎮させたという。

### 他の逸話
- 永和5年（349年）1月、慕容儁は即位を記念して28口の刀を作らせると、これらを二十八将と名付け、隷書で銘を刻んだ。

- 351年5月、広義将軍・岷山公（姓名は不詳[72]）が黄紙[73]を用いて上表すると、慕容儁は「我の名号は特別なものではない[74]というのに、どうしてこのようなものが適当であろうか」と述べ、これ以降上疏に際しては白紙のみを用いるように命じた。

- 永和7年（351年）、慕容儁が近郊において観兵を行った際、道端で甘棠を発見したが、従者はそれが何か分からなかった。慕容儁は嘆息して「ここは詩がいう所の甘棠の道（周の宰相召公奭が甘棠樹の下で民の訴訟を聞いて公平に裁断したので、民が召公の徳を慕い甘棠の詩を作ったという故事）であるぞ。甘とは味の主たるものであり、木とは春の行である。五徳では仁に属し、五行では土を主とする。施生（万物を育む事）をもって春とし、養物（万物を養う事）をもって味とする。色は赤であり、まさに中土における赫赫の慶といえる。吾が言う国家の盛は、これがその徴であるぞ。伝承では『賦を善くする者は昇高し、これをもって大夫となれる』という。郡司もまた各々その志を書にし、吾がそれを覧じるとしよう」と述べた。ここにおいて内外の群臣に命じ、甘棠の頌を詠ませた。

- 元璽2年（353年）2月、慕容儁が帝位に即いてまだ間もない頃、群臣は進み出て「大燕は命を受けて叶光紀黒精の君（五方上帝の一人である黒帝の事）を承けたことで、その運暦が伝わりました。これは金行（晋）に取って代わって天下を掌握せよという事です（五行思想に基づくならば、金は水を生む。晋は金行であり、黒帝は水行に当たる）。そこで、夏の暦法を採用し、周の冕冠を着用し、旗幟は黒を崇め、祭祀に用いる牲牡（生贄にする動物）は玄黒（深い黒）を尊ぶべきです」と勧めると、慕容儁はこれに従った。また、前燕の五徳（五行思想）をどのようにして定めるべきか群臣に議論させたが、大いに紛糾した。この時、慕容儁は病により龍城に留まっていた諮議参軍韓恒を招集し、これを決めさせようとした。だが、韓恒が到着するより前に、群臣の議論は燕は晋を承けて水徳とすべきであるとの結論に至った。韓恒は到着すると、慕容儁へ「趙が中原にあったのは、人事ではなく天命です。天が与えたものを人が奪うのというのは、臣は密かにこれを誤りであると考えております（趙の存在を否定して晋から直接継承しようとしている事に難色を示している）。また、大燕の王業は震より始まりましたが、『易』によるならば震とは青龍を指すとのことです。受命した当初、都城には龍が現れたといいますが、龍は木徳であり、これこそ幽契の符（目に見えない神霊との契りの証）といえます」と訴えた。慕容儁は一度決めたものを改めることに難色を示したが、やがて韓恒の言に従い、燕王朝の五行は木徳と定めた。
- 光寿2年（358年）12月、当時、前燕では頻繁に兵の徴発が行われており、また、官吏は各個人がそれぞれ使者を派遣していた為、道路は大いに混雑するようになり、郡県はこれに苦しんだ。同月、太尉・領中書監封奕はこの状況を憂えて慕容儁へ「これ以降、軍期が厳急でもないのに、むやみに遣使させてはなりません。またその他にも、賦役や徴発は全て州郡の責任で行うべきであり、群司（官僚）が、外地において派遣している者たちは、一切を帰還させるべきです」と諫めると、慕容儁はこれに従った。

- 光寿3年（359年）2月、慕容儁は群臣を鄴の蒲池に集めて酒宴を催した。宴もたけなわとなると、賦詩を詠んだり経史の議論が行われたりするようになった。太子晋（周の霊王の太子であったが早世した。彼の死は周王朝が乱れる要因となった）について話題が及ぶと、慕容儁は涙を流しながら群臣へ「昔、魏武（曹操）は倉舒（曹沖の字）を追痛し、孫権は登（孫登）を悼み続けた。我はいつも、この二主が子を愛するがあまり奇と称されることに、大雅としての体がなっていないと考えていた。しかし、曄（長男の慕容曄）を亡くして以来、我の鬚髪には白いものが混じるようになり、ここに至って初めて二主の心境を理解したのだ。卿らは曄をどのように評していたか。今はこれを悼み、将来への不安を残さないようにしたいのだ」と述べた。これに李績は「献懐（慕容曄の諡号）が東宮にいた頃、この績は中庶子（太子の世話をする役職）を務めており、忝くも近侍しておりました。故にその聖質や志業についてはこの績が実に知り及ぶところです。この績、道を聞くに全く欠ける所無く、唯一の聖人であると思いました。先の太子は大徳を八つ有し、未だ欠けたるところがありませんでした」と答えた。慕容儁は「卿の言はいささか過ぎたるように思えるが、もしそうであるならば試しに述べてみよ」と述べた。李績は「至孝は天より授かり、性は道に適っておりました。これが一です。聡敏にして慧悟であり、機思は流れるが如くでした。これが二です。沈着で剛毅、決断力にも富み、その理詣に暗い所はありませんでした。これが三です。諛を憎み、物事に明るく、直言を雅に喜んでおりました。これが四です。学問を好んで賢人を愛し、下に問う事を恥じませんでした。これが五です。英姿は古えに優り、芸業は時を超えておりました。これが六です。虚襟にして恭讓であり、師を尊んで道を重じておりました。これが七です。財に重きを置かずに施しを好み、民の苦しみに勤恤しておりました。これが八です」と答えた。これを聞いた慕容儁は涙を流しながら「卿の褒誉には過ぎたる部分もあるが、確かにこの子が存命であったならば、我は死しても憂いは無かった。しかし、我は既に唐虞を追従することはできない。そこで、天下を司る有徳の者に譲り、近くは三王を模として世に伝授しようと思う。景茂（慕容暐の字）は幼沖であり、その器芸に目立った所はまだ見られていないが、卿はどう思うか」と問うと、李績は「皇太子は天資にして岐嶷で、その聖敬は日が躋（昇）るように、八徳は静かながらも聞こえておりますが、二欠は未だ補われておりません。遊田を好み、絲竹（音楽）に心を奪われる傾向があります。これが残念でなりません」と答えた。慕容儁は側に侍っていた慕容暐を顧みて「伯陽の言葉は、薬石の恵（薬や石針のように為になる事）である。汝はこれを心に留めておくように」と訓じた。だが、慕容暐は李績の発言に不満を抱くようになり、後に慕容暐が即した際に李績が失脚する要因となった。

## 宗室
- 『晋書』巻108～111、巻123～128に基づく。

|             |             |             |             |             |             |  |  |             |             |             |             |             |             |  |  |             |             |             |             |             |             |  |  | 莫護跋       |              |              |              |              |              |  |  |              |              |              |              |              |              |  |  |             |             |             |             |             |             |  |  |             |             |             |             |             |             |  |  |             |             |             |             |             |             |  |  |  |  |  |  |  |  |  |  |  |  |  |  |  |  |  |  |  |  |  |  |  |  |  |  |  |  |  |  |  |  |  |  |  |  |
|             |             |             |             |             |             |  |  |             |             |             |             |             |             |  |  |             |             |             |             |             |             |  |  |              |              |              |              |              |              |  |  |              |              |              |              |              |              |  |  |             |             |             |             |             |             |  |  |             |             |             |             |             |             |  |  |             |             |             |             |             |             |  |  |  |  |  |  |  |  |  |  |  |  |  |  |  |  |  |  |  |  |  |  |  |  |  |  |  |  |  |  |  |  |  |  |  |  |
|             |             |             |             |             |             |  |  |             |             |             |             |             |             |  |  |             |             |             |             |             |             |  |  | 慕容木延     |              |              |              |              |              |  |  |              |              |              |              |              |              |  |  |             |             |             |             |             |             |  |  |             |             |             |             |             |             |  |  |             |             |             |             |             |             |  |  |  |  |  |  |  |  |  |  |  |  |  |  |  |  |  |  |  |  |  |  |  |  |  |  |  |  |  |  |  |  |  |  |  |  |
|             |             |             |             |             |             |  |  |             |             |             |             |             |             |  |  |             |             |             |             |             |             |  |  |              |              |              |              |              |              |  |  |              |              |              |              |              |              |  |  |             |             |             |             |             |             |  |  |             |             |             |             |             |             |  |  |             |             |             |             |             |             |  |  |  |  |  |  |  |  |  |  |  |  |  |  |  |  |  |  |  |  |  |  |  |  |  |  |  |  |  |  |  |  |  |  |  |  |
|             |             |             |             |             |             |  |  |             |             |             |             |             |             |  |  |             |             |             |             |             |             |  |  |              |              |              |              |              |              |  |  |              |              |              |              |              |              |  |  |             |             |             |             |             |             |  |  |             |             |             |             |             |             |  |  |             |             |             |             |             |             |  |  |  |  |  |  |  |  |  |  |  |  |  |  |  |  |  |  |  |  |  |  |  |  |  |  |  |  |  |  |  |  |  |  |  |  |
|             |             |             |             |             |             |  |  |             |             |             |             |             |             |  |  |             |             |             |             |             |             |  |  | 慕容渉帰     | 慕容渉帰     | 慕容渉帰     | 慕容渉帰     | 慕容渉帰     | 慕容渉帰     |  |  | 慕容耐       | 慕容耐       | 慕容耐       | 慕容耐       | 慕容耐       | 慕容耐       |  |  |             |             |             |             |             |             |  |  |             |             |             |             |             |             |  |  |             |             |             |             |             |             |  |  |  |  |  |  |  |  |  |  |  |  |  |  |  |  |  |  |  |  |  |  |  |  |  |  |  |  |  |  |  |  |  |  |  |  |
|             |             |             |             |             |             |  |  |             |             |             |             |             |             |  |  |             |             |             |             |             |             |  |  | 慕容渉帰     | 慕容渉帰     | 慕容渉帰     | 慕容渉帰     | 慕容渉帰     | 慕容渉帰     |  |  | 慕容耐       | 慕容耐       | 慕容耐       | 慕容耐       | 慕容耐       | 慕容耐       |  |  |             |             |             |             |             |             |  |  |             |             |             |             |             |             |  |  |             |             |             |             |             |             |  |  |  |  |  |  |  |  |  |  |  |  |  |  |  |  |  |  |  |  |  |  |  |  |  |  |  |  |  |  |  |  |  |  |  |  |
|             |             |             |             |             |             |  |  |             |             |             |             |             |             |  |  |             |             |             |             |             |             |  |  |              |              |              |              |              |              |  |  |              |              |              |              |              |              |  |  |             |             |             |             |             |             |  |  |             |             |             |             |             |             |  |  |             |             |             |             |             |             |  |  |  |  |  |  |  |  |  |  |  |  |  |  |  |  |  |  |  |  |  |  |  |  |  |  |  |  |  |  |  |  |  |  |  |  |
| 慕容吐谷渾  | 慕容吐谷渾  | 慕容吐谷渾  | 慕容吐谷渾  | 慕容吐谷渾  | 慕容吐谷渾  |  |  |             |             |             |             |             |             |  |  |             |             |             |             |             |             |  |  | 慕容廆       | 慕容廆       | 慕容廆       | 慕容廆       | 慕容廆       | 慕容廆       |  |  |              |              |              |              |              |              |  |  |             |             |             |             |             |             |  |  |             |             |             |             |             |             |  |  | 慕容運      | 慕容運      | 慕容運      | 慕容運      | 慕容運      | 慕容運      |  |  |  |  |  |  |  |  |  |  |  |  |  |  |  |  |  |  |  |  |  |  |  |  |  |  |  |  |  |  |  |  |  |  |  |  |
| 慕容吐谷渾  | 慕容吐谷渾  | 慕容吐谷渾  | 慕容吐谷渾  | 慕容吐谷渾  | 慕容吐谷渾  |  |  |             |             |             |             |             |             |  |  |             |             |             |             |             |             |  |  | 慕容廆       | 慕容廆       | 慕容廆       | 慕容廆       | 慕容廆       | 慕容廆       |  |  |              |              |              |              |              |              |  |  |             |             |             |             |             |             |  |  |             |             |             |             |             |             |  |  | 慕容運      | 慕容運      | 慕容運      | 慕容運      | 慕容運      | 慕容運      |  |  |  |  |  |  |  |  |  |  |  |  |  |  |  |  |  |  |  |  |  |  |  |  |  |  |  |  |  |  |  |  |  |  |  |  |
|             |             |             |             |             |             |  |  |             |             |             |             |             |             |  |  |             |             |             |             |             |             |  |  |              |              |              |              |              |              |  |  |              |              |              |              |              |              |  |  |             |             |             |             |             |             |  |  |             |             |             |             |             |             |  |  |             |             |             |             |             |             |  |  |  |  |  |  |  |  |  |  |  |  |  |  |  |  |  |  |  |  |  |  |  |  |  |  |  |  |  |  |  |  |  |  |  |  |
| 吐延        | 吐延        | 吐延        | 吐延        | 吐延        | 吐延        |  |  |             |             |             |             |             |             |  |  | 慕容翰      | 慕容翰      | 慕容翰      | 慕容翰      | 慕容翰      | 慕容翰      |  |  | (前1)慕容皝  | (前1)慕容皝  | (前1)慕容皝  | (前1)慕容皝  | (前1)慕容皝  | (前1)慕容皝  |  |  | 慕容評       | 慕容評       | 慕容評       | 慕容評       | 慕容評       | 慕容評       |  |  | (僭)慕容仁  | (僭)慕容仁  | (僭)慕容仁  | (僭)慕容仁  | (僭)慕容仁  | (僭)慕容仁  |  |  | 慕容昭      | 慕容昭      | 慕容昭      | 慕容昭      | 慕容昭      | 慕容昭      |  |  |             |             |             |             |             |             |  |  |  |  |  |  |  |  |  |  |  |  |  |  |  |  |  |  |  |  |  |  |  |  |  |  |  |  |  |  |  |  |  |  |  |  |
| 吐延        | 吐延        | 吐延        | 吐延        | 吐延        | 吐延        |  |  |             |             |             |             |             |             |  |  | 慕容翰      | 慕容翰      | 慕容翰      | 慕容翰      | 慕容翰      | 慕容翰      |  |  | (前1)慕容皝  | (前1)慕容皝  | (前1)慕容皝  | (前1)慕容皝  | (前1)慕容皝  | (前1)慕容皝  |  |  | 慕容評       | 慕容評       | 慕容評       | 慕容評       | 慕容評       | 慕容評       |  |  | (僭)慕容仁  | (僭)慕容仁  | (僭)慕容仁  | (僭)慕容仁  | (僭)慕容仁  | (僭)慕容仁  |  |  | 慕容昭      | 慕容昭      | 慕容昭      | 慕容昭      | 慕容昭      | 慕容昭      |  |  |             |             |             |             |             |             |  |  |  |  |  |  |  |  |  |  |  |  |  |  |  |  |  |  |  |  |  |  |  |  |  |  |  |  |  |  |  |  |  |  |  |  |
|             |             |             |             |             |             |  |  |             |             |             |             |             |             |  |  |             |             |             |             |             |             |  |  |              |              |              |              |              |              |  |  |              |              |              |              |              |              |  |  |             |             |             |             |             |             |  |  |             |             |             |             |             |             |  |  |             |             |             |             |             |             |  |  |  |  |  |  |  |  |  |  |  |  |  |  |  |  |  |  |  |  |  |  |  |  |  |  |  |  |  |  |  |  |  |  |  |  |
|             |             |             |             |             |             |  |  | (前2)慕容儁 | (前2)慕容儁 | (前2)慕容儁 | (前2)慕容儁 | (前2)慕容儁 | (前2)慕容儁 |  |  | 慕容恪      | 慕容恪      | 慕容恪      | 慕容恪      | 慕容恪      | 慕容恪      |  |  |              |              |              |              |              |              |  |  | 慕容桓       | 慕容桓       | 慕容桓       | 慕容桓       | 慕容桓       | 慕容桓       |  |  | 慕容納      | 慕容納      | 慕容納      | 慕容納      | 慕容納      | 慕容納      |  |  | (南1)慕容徳 | (南1)慕容徳 | (南1)慕容徳 | (南1)慕容徳 | (南1)慕容徳 | (南1)慕容徳 |  |  | (西6)慕容永 | (西6)慕容永 | (西6)慕容永 | (西6)慕容永 | (西6)慕容永 | (西6)慕容永 |  |  |  |  |  |  |  |  |  |  |  |  |  |  |  |  |  |  |  |  |  |  |  |  |  |  |  |  |  |  |  |  |  |  |  |  |
|             |             |             |             |             |             |  |  | (前2)慕容儁 | (前2)慕容儁 | (前2)慕容儁 | (前2)慕容儁 | (前2)慕容儁 | (前2)慕容儁 |  |  | 慕容恪      | 慕容恪      | 慕容恪      | 慕容恪      | 慕容恪      | 慕容恪      |  |  |              |              |              |              |              |              |  |  | 慕容桓       | 慕容桓       | 慕容桓       | 慕容桓       | 慕容桓       | 慕容桓       |  |  | 慕容納      | 慕容納      | 慕容納      | 慕容納      | 慕容納      | 慕容納      |  |  | (南1)慕容徳 | (南1)慕容徳 | (南1)慕容徳 | (南1)慕容徳 | (南1)慕容徳 | (南1)慕容徳 |  |  | (西6)慕容永 | (西6)慕容永 | (西6)慕容永 | (西6)慕容永 | (西6)慕容永 | (西6)慕容永 |  |  |  |  |  |  |  |  |  |  |  |  |  |  |  |  |  |  |  |  |  |  |  |  |  |  |  |  |  |  |  |  |  |  |  |  |
|             |             |             |             |             |             |  |  |             |             |             |             |             |             |  |  |             |             |             |             |             |             |  |  |              |              |              |              |              |              |  |  |              |              |              |              |              |              |  |  |             |             |             |             |             |             |  |  |             |             |             |             |             |             |  |  |             |             |             |             |             |             |  |  |  |  |  |  |  |  |  |  |  |  |  |  |  |  |  |  |  |  |  |  |  |  |  |  |  |  |  |  |  |  |  |  |  |  |
| (前3)慕容暐 | (前3)慕容暐 | (前3)慕容暐 | (前3)慕容暐 | (前3)慕容暐 | (前3)慕容暐 |  |  | (西0)慕容泓 | (西0)慕容泓 | (西0)慕容泓 | (西0)慕容泓 | (西0)慕容泓 | (西0)慕容泓 |  |  | (西1)慕容沖 | (西1)慕容沖 | (西1)慕容沖 | (西1)慕容沖 | (西1)慕容沖 | (西1)慕容沖 |  |  | (後1)慕容垂  | (後1)慕容垂  | (後1)慕容垂  | (後1)慕容垂  | (後1)慕容垂  | (後1)慕容垂  |  |  | (西3)慕容凱  | (西3)慕容凱  | (西3)慕容凱  | (西3)慕容凱  | (西3)慕容凱  | (西3)慕容凱  |  |  | (南2)慕容超 | (南2)慕容超 | (南2)慕容超 | (南2)慕容超 | (南2)慕容超 | (南2)慕容超 |  |  |             |             |             |             |             |             |  |  |             |             |             |             |             |             |  |  |  |  |  |  |  |  |  |  |  |  |  |  |  |  |  |  |  |  |  |  |  |  |  |  |  |  |  |  |  |  |  |  |  |  |
| (前3)慕容暐 | (前3)慕容暐 | (前3)慕容暐 | (前3)慕容暐 | (前3)慕容暐 | (前3)慕容暐 |  |  | (西0)慕容泓 | (西0)慕容泓 | (西0)慕容泓 | (西0)慕容泓 | (西0)慕容泓 | (西0)慕容泓 |  |  | (西1)慕容沖 | (西1)慕容沖 | (西1)慕容沖 | (西1)慕容沖 | (西1)慕容沖 | (西1)慕容沖 |  |  | (後1)慕容垂  | (後1)慕容垂  | (後1)慕容垂  | (後1)慕容垂  | (後1)慕容垂  | (後1)慕容垂  |  |  | (西3)慕容凱  | (西3)慕容凱  | (西3)慕容凱  | (西3)慕容凱  | (西3)慕容凱  | (西3)慕容凱  |  |  | (南2)慕容超 | (南2)慕容超 | (南2)慕容超 | (南2)慕容超 | (南2)慕容超 | (南2)慕容超 |  |  |             |             |             |             |             |             |  |  |             |             |             |             |             |             |  |  |  |  |  |  |  |  |  |  |  |  |  |  |  |  |  |  |  |  |  |  |  |  |  |  |  |  |  |  |  |  |  |  |  |  |
|             |             |             |             |             |             |  |  |             |             |             |             |             |             |  |  |             |             |             |             |             |             |  |  |              |              |              |              |              |              |  |  |              |              |              |              |              |              |  |  |             |             |             |             |             |             |  |  |             |             |             |             |             |             |  |  |             |             |             |             |             |             |  |  |  |  |  |  |  |  |  |  |  |  |  |  |  |  |  |  |  |  |  |  |  |  |  |  |  |  |  |  |  |  |  |  |  |  |
|             |             |             |             |             |             |  |  | (西5)慕容忠 | (西5)慕容忠 | (西5)慕容忠 | (西5)慕容忠 | (西5)慕容忠 | (西5)慕容忠 |  |  | (西4)慕容瑤 | (西4)慕容瑤 | (西4)慕容瑤 | (西4)慕容瑤 | (西4)慕容瑤 | (西4)慕容瑤 |  |  | (後追)慕容令 | (後追)慕容令 | (後追)慕容令 | (後追)慕容令 | (後追)慕容令 | (後追)慕容令 |  |  | (後僭)慕容麟 | (後僭)慕容麟 | (後僭)慕容麟 | (後僭)慕容麟 | (後僭)慕容麟 | (後僭)慕容麟 |  |  | (後2)慕容宝 | (後2)慕容宝 | (後2)慕容宝 | (後2)慕容宝 | (後2)慕容宝 | (後2)慕容宝 |  |  | (後4)慕容熙 | (後4)慕容熙 | (後4)慕容熙 | (後4)慕容熙 | (後4)慕容熙 | (後4)慕容熙 |  |  |             |             |             |             |             |             |  |  |  |  |  |  |  |  |  |  |  |  |  |  |  |  |  |  |  |  |  |  |  |  |  |  |  |  |  |  |  |  |  |  |  |  |
|             |             |             |             |             |             |  |  | (西5)慕容忠 | (西5)慕容忠 | (西5)慕容忠 | (西5)慕容忠 | (西5)慕容忠 | (西5)慕容忠 |  |  | (西4)慕容瑤 | (西4)慕容瑤 | (西4)慕容瑤 | (西4)慕容瑤 | (西4)慕容瑤 | (西4)慕容瑤 |  |  | (後追)慕容令 | (後追)慕容令 | (後追)慕容令 | (後追)慕容令 | (後追)慕容令 | (後追)慕容令 |  |  | (後僭)慕容麟 | (後僭)慕容麟 | (後僭)慕容麟 | (後僭)慕容麟 | (後僭)慕容麟 | (後僭)慕容麟 |  |  | (後2)慕容宝 | (後2)慕容宝 | (後2)慕容宝 | (後2)慕容宝 | (後2)慕容宝 | (後2)慕容宝 |  |  | (後4)慕容熙 | (後4)慕容熙 | (後4)慕容熙 | (後4)慕容熙 | (後4)慕容熙 | (後4)慕容熙 |  |  |             |             |             |             |             |             |  |  |  |  |  |  |  |  |  |  |  |  |  |  |  |  |  |  |  |  |  |  |  |  |  |  |  |  |  |  |  |  |  |  |  |  |
|             |             |             |             |             |             |  |  |             |             |             |             |             |             |  |  |             |             |             |             |             |             |  |  |              |              |              |              |              |              |  |  |              |              |              |              |              |              |  |  |             |             |             |             |             |             |  |  |             |             |             |             |             |             |  |  |             |             |             |             |             |             |  |  |  |  |  |  |  |  |  |  |  |  |  |  |  |  |  |  |  |  |  |  |  |  |  |  |  |  |  |  |  |  |  |  |  |  |
|             |             |             |             |             |             |  |  |             |             |             |             |             |             |  |  |             |             |             |             |             |             |  |  | (後3)慕容盛  | (後3)慕容盛  | (後3)慕容盛  | (後3)慕容盛  | (後3)慕容盛  | (後3)慕容盛  |  |  | 慕容会       | 慕容会       | 慕容会       | 慕容会       | 慕容会       | 慕容会       |  |  | 慕容策      | 慕容策      | 慕容策      | 慕容策      | 慕容策      | 慕容策      |  |  | (北1)高雲   | (北1)高雲   | (北1)高雲   | (北1)高雲   | (北1)高雲   | (北1)高雲   |  |  |             |             |             |             |             |             |  |  |  |  |  |  |  |  |  |  |  |  |  |  |  |  |  |  |  |  |  |  |  |  |  |  |  |  |  |  |  |  |  |  |  |  |

- 妻妾：皇后可足渾氏、昭儀段氏、妾李菟
- 男子：慕容曄、慕容臧、慕容暐、慕容亮、慕容温、慕容渉、慕容泓、慕容沖
- 女子：清河公主